# Не свари мене, мамо
«Не свари мене, мамо» — дебютний сингл сольної творчості учасника гурту Тартак Олександра Положинського.
Сингл був виданий 15 квітня 2014 року разом з відеокліпом до пісні. Текст пісні за словами Положинського був написаний ще 2011 року, але пісня вийшла в ефір лише 2014 року.
|   | «Пісня написана років зо три тому. Свого часу я пропонував її хлопцям з Kozak System, але вона їм, якось, не дуже пішла. Намагалися ми її також зробити з Тартаком, але музиканти не дуже загорілися ідеєю взяти її до нашого тартаківського репертуару… коротше кажучи, пісня залишилася нереалізованою. І мені захотілося нею почати ще й тому, що за останні кілька місяців вона набула додаткової актуальності, як мені здається» |
| — | |

## Відеокліп
Відео було завантажене 15 квітня з офіційного профілю проекту. Відео являє собою колаж, створений з фото людей, що надіслали ці фото гуртові як підтримку творчості проекту.
В основному на відео зображено дітей, що є прихильниками неформальної музичної течії, а також людей, що займаються екстримальними видами спорту. На останньому кадрі з'являється й сам Сашко Положинський.

## Учасники запису
- Вадим Захарченко — гітара;
- Валентин Миронюк — барабани;
- В'ячеслав Короткий — бас-гітара;
- Роман Сорока — аранжування та саунд-продюсування;
- Сашко Положинський — слова та мелодія.